# Вільїче (мова)
Вільїче (також чесунгун, чедунгун, цесунгун) — мова арауканської сім'ї, якою розмовляють індіанці Чилі з народу вільїче. Поширення — регіони Лос-Лагос та Лос-Ріос, зокрема гірські місцевості біля Вальдивії та архіпелаг Чилое.У 1982 році мовою користувалися 2000 вільїче, проте зараз нею володіють лише декілька осіб похилого віку, що належать до цього народу.
Деякі дослідники виділяють вільїче як діалект мови мапуче, інші вважають її окремою мовою. Священник-єзуїт Луїс де Вальдівія 1606 року писав, що між містом Кокімбо та архіпелагом Чилое існує «мовна єдність», щоправда, з різними місцевими варіантами, відмінність між якими полягає у вимові та лексиці. У XIX—XX століттях феномен мови вільїче вивчали Фелікс Хосе де Авґуста, Родольфо Ленц, Роберт Крез, Пілар Альварес-Сантульяно. Останні троє підтримували те, що вільїче є діалектом мапуче.
Існують два різновиди вільїче:
- huillichesungun (вільїчесунгун), яким розмовляють на архіпелазі Чилое;
- tsesungun (цесунгун), яким розмовляють у провінції Осорно[3].

Дослідники з проєкту «Enduring Voices» від National Geographic вважають ці два говори абсолютно різними мовами у зв'язку з граматичними та фонологічними відмінностями, попри спільність 80 % лексики.
На відміну від інших арауканських мов, які мають однину, двоїну та множину, мова вільїче має лише однину та множину.
Мова вільїче має певні фонологічні особливості:
1. Однією з найбільш характерних особливостей є вимова r, яка в інших діалектах є [ɹ], а в цесунгунському різновиді — [ʂ];
2. Немає відмінностей між /n/ (зубний) і /n̪/ (міжзубний), використовується лише перший;
3. Що стосується звука [θ] або [ð] інших варіантів, то його зазвичай роблять [s], так само, як /s/;
4. Реалізація /tʃ/ коливається між [tʃ] і [ts], останній має афективну конотацію[5].

Станом на зараз, мову вільїче використовують декілька осіб похилого віку, адже більшість інших вільїче розмовляє іспанською. Мова перебуває під загрозою вимирання.